# Bradyrhizobium iriomotense
Bradyrhizobium iriomotense (лат.) — вид клубеньковых азотфиксирующих эндосимбиотических бактерий, впервые выделенных из растения Entada koshunensis. Типовой штамм EK05T (= NBRC 102520T = LMG 24129T).